# دم أسمان (غلبايغان)
دم أسمان (بالإنجليزية: Dom-e Asman)‏ هي قرية تقع في قسم جلغة الريفي في إيران. يقدر عدد سكانها بـ 413 نسمة بحسب إحصاء 2016.